# Eilidh Currie
Eilidh Currie (...) è una giocatrice di football americano britannica, che gioca come runningback per le Solent Thrashers.